# Alvesia
Alvesia Welw. é um gênero botânico da família Lamiaceae

## Espécies
- Alvesia bauhinioides
- Alvesia clerodendroides
- Alvesia cylindricalyx
- Alvesia rosmarinifolia
- Alvesia tomentosa